# カロリナ・コセク
カロリナ・コセク（Karolina Kosek, 1985年6月28日 - ）は、ポーランドの元女子バレーボール選手。

## 来歴
2010年にポーランドのナショナルチームに初選出される。ナショナルチームでは攻撃力・守備力ともに兼ね備えたレフトアタッカーとして活躍する。同年に日本で行われた世界選手権のために来日し、3大大会初出場を果たした。
2011年のワールドグランプリで主力不在の同国をエースとして牽引した。

## 球歴
- 世界選手権 - 2010年（9位）
- ワールドグランプリ - 2010年(6位)、2011年(10位)

## 所属クラブ
- ダリン・ミシレニツェ （2002-2003年、2004-2005年）
- Volleyball Franches-Montagnes（2003-2004年）
- BKSスタル・ビェルスコ＝ビャワ （2005-2006年）
- AZS Pronar Zeto Astwa Białystok （2006-2007年）
- ヴィスワ・クラクフ （2007-2008年）
- VCヴィースバーデン  (2008-2009年）
- Organika Budowlani Łódź (2009年-2011年）
- アゼルレイル・バクー  (2011-2012年)
- Yeşilyurt（2012-2013年）
- ムシニアンカ・ムシナ（2013-2014年）
- Tauron Banimex MKS Dąbrowa Górnicza（2015-2016年）
- エネアPTPSピワ（2017-2018年）
- Enea Energetyk Poznań（2018-2019年）